# Benoît Brunet (roddare)
Benoît Brunet, född 22 juli 1991 i Tourcoing, är en fransk roddare.

## Karriär
I augusti 2018 vid EM i Glasgow tog Brunet brons tillsammans med Benoît Demey, Édouard Jonville och Sean Vedrinelle i fyra utan styrman.
I maj 2023 vid EM i Bled tog Brunet brons tillsammans med Thibaud Turlan, Guillaume Turlan och Téo Rayet i fyra utan styrman. I april 2024 vid EM i Szeged tog de ännu ett brons i fyra utan styrman tillsammans. Vid olympiska sommarspelen 2024 i Paris slutade de på åttonde plats tillsammans i fyra utan styrman.